# Solo: A Star Wars Story
Solo: A Star Wars Story és una pel·lícula estatunidenca de ciència-ficció de tipus space western dirigida per Ron Howard, estrenada l'any 2018.
Escrita per Lawrence Kasdan i el seu fill Jonathan Kasdan i interpretada per Alden Ehrenreich, Emilia Clarke, Donald Glover i Woody Harrelson, el film tracta de la joventut del personatge fictici Han Solo que apareix a Star Wars. Alden Ehrenreich interpreta Han Solo, un desertor de l'exèrcit imperial que ara fa de contrabandista. Emilia Clarke té el paper de Qi'ra, la primera companya del protagonista. Estan acompanyats pels traficants Lando Calrissian, interpretat per Donald Glover i Beckett, encarnat per Woody Harrelson. La història del film té lloc alguns anys després de Star Wars episodi III: La venjança dels Sith, quan l'Imperi galàctic és en plena expansió a la galàxia i ja es troba amb diverses oposicions de la part de rebels. Ha estat doblada al català.
Tercer film derivat de la franquícia Star Wars, es tracta del primer film on l'intèrpret de Han Solo no és Harrison Ford, que ha encarnat el contrabandista durant quatre llargmetratges de la saga entre 1977 i 2015. L'intèrpret de Lando Calrissian canvia igualment, l'actor Billy Dee Williams ja l'havia interpretat l'any 1980 i 1983. Originalment dirigida per Phil Lord i Chris Miller, el film canvia de director el juny del 2017 després de diversos mesos de rodatge, en benefici de Ron Howard. Aquest últim descobreix el títol del film l'octubre del mateix any: « Solo », que, com « Rogue One », és subtítolada « A Star Wars Story ».
El film rep una acollida molt tèbia. Entre els aspectes positius figuren principalment l'estètica i la inspiració visual del film mentre que el guió és sovint criticat a causa de la seva falta d'imaginació. Les contradiccions en les crítiques són més marcades per al que concerneix la interpretació dels personatges pels actors. El film té d'altra banda un més dèbil èxit comercial que els seus predecessors, valent-li el qualificatiu de « flop ».
Forma part de la selecció oficial de la 71a edició del Festival de Canes a la categoria « Fora de competició ».

## Argument
L'univers de Star Wars gira al voltant de temptatives de separació d'un grup favorable a un imperi de la República Galàctica Per fer-ho, els separatistes entrenen dirigents de la República en negocis 
incontrolables gràcies a les maquinacions del Canceller Suprem Palpatine, que va dir servir la democràcia tot sent favorable a un imperi. Per mantenir la pau, els Jedi combaten els enemics de la República, però aquests han de fer front als Senyors Sith (Palpatine n'és membre, amb el nom de Dark Sidious), tots són sensibles a la Força, una capacitat d'origen fisiològic que permet als seus posseïdors adquirir certs poders sobrenaturals.
Al cap dels anys, mentre els separatistes guanyen més simpatitzants, les manipulacions del Canceller, la doble identitat del qual resta sempre secreta, no deixen d'afectar la República, fins al punt que esclata una guerra entre els dos camps. Aquest període serà conegut amb el nom de Guerra dels clons. En efecte, els soldats clons representen l'exèrcit de la República, lluiten anys contra els druides dels separatistes.
La República està gairebé en risc quan els Jedi maten al Comte Dooku (també conegut com a Dark Tyrannus), el cap de l'exèrcit separatista. Mentrestant, el mateix Jedi anomenat Anakin Skywalker que va acabar amb el comte Dooku està turmentat. Continua mantenint una relació secreta amb el senador Padmé Amidala des de la Guerra dels Clons, tot u que el codi dels Jedi ho prohibeix. D'altra banda, veu morir la seva dona en visions cada cop més presents. El Canceller Suprem explora aquesta debilitat per convertir a Anakin Skywalker en un senyor negre dels Sith. Aquest últim creu que, en fer-ho, adquirirà els poders per salvar a la seva esposa. Agafa el nom de Darth Vader, realitza la seva primera missió a Sith, que consisteix a massacrar tots els Jedi, l'únic obstacle que Palpatine encara troba per crear el seu imperi. Aquest últim fa que l'assassinat dels Jedi sigui un motí. Anakin / Vador també és instruït per Palpatine per eliminar tots els membres del consell separatista i posar fi d'una vegada per sempre a la Guerra dels Clons. Quan Padmé, la dona d'Anakin, s'assabenta de la veritat, intenta raonar amb el seu marit, però ell es nega a escoltar-lo i l'estrangula. Té lloc a continuació una lluita ferotge entre Anakin i el seu antic Mestre, Obi-Wan Kenobi, al final del qual Anakin surt greument ferit. Mentrestant, la República desapareix i dona pas a l'Imperi Galàctic, liderat per Palpatine, que es proclama emperador etern. Al mateix temps, Padme mor donant a llum a dos bessons, Luke i Leia. Anakin, escapant per poc a la mort i quedant mutilat de la seva baralla, es veu obligat a retirar-se en una forca armadura mecànica per sobreviure, i ara es temut per tots amb el nom de Darth Vader, un monstre ciborg meitat humà, meitat màquina, que obeeix cegament les ordres de l'Emperador. Pel que fa als bessons de Padmé, estan separats i amagats de l'Emperador i el seu pare. El nen, Luke, s'encomana al seu oncle Owen Lars a Tatooine, i la filla, Leia, compta amb el suport del senador Bail Organa en el planeta pacífic Alderaan. Aquest és el començament de l'Edat Mitjana i la tirania de l'Imperi.
 Solo: A Star Wars Story  té lloc després del final de la República Galàctica i la creació de l'Imperi Galàctic.

## Repartiment
- Alden Ehrenreich: Han Solo
- Emilia Clarke: Qi'Ra
- Woody Harrelson: Tobias Beckett
- Donald Glover: Lando Calrissian
- Joonas Suotamo: Chewbacca
- Thandie Newton: Val
- Phoebe Waller-Bridge: L3-37
- Jon Favreau: Rio Durant (veu)
- Paul Bettany: Dryden Vos
- Ray Park (física) i Sam Witwer (veu): Darth Maul
- Erin Kellyman: Enfys Nest
- Warwick Davis: Weazel
- Linda Hunt: Lady Proxima (veu)
- Harley Durst (física) i Andrew Jack (veu): Moloch

Fotos dels actors principals.
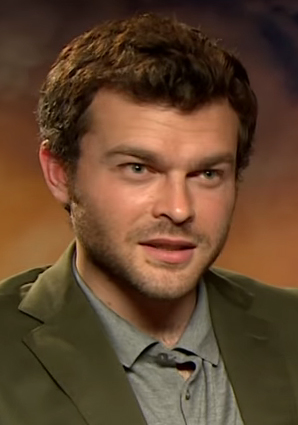
Alden Ehrenreich l'any 2018.
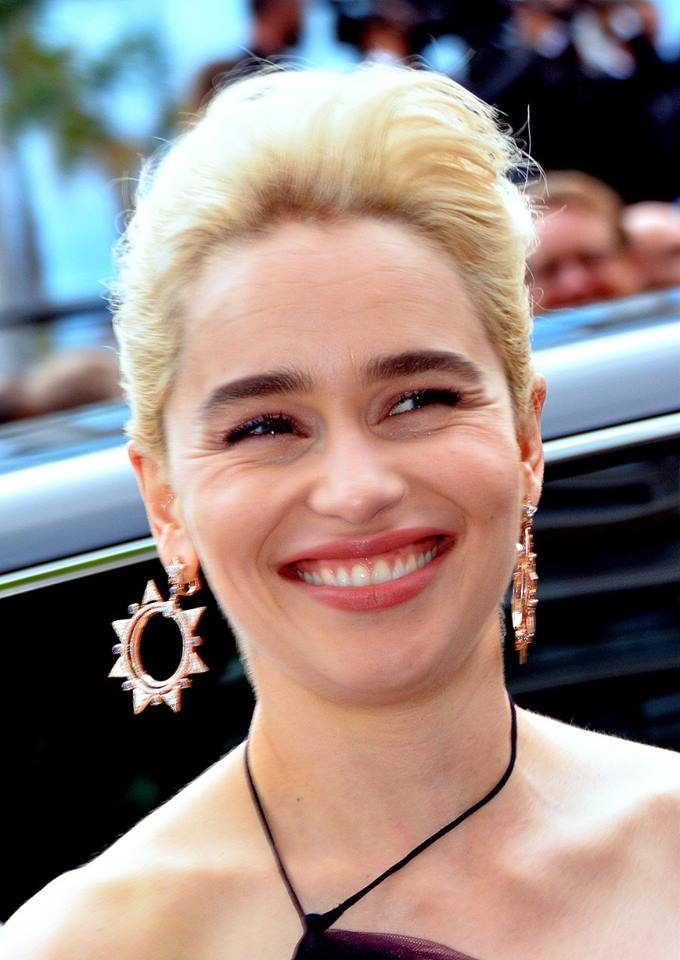
Emilia Clarke l'any 2018.
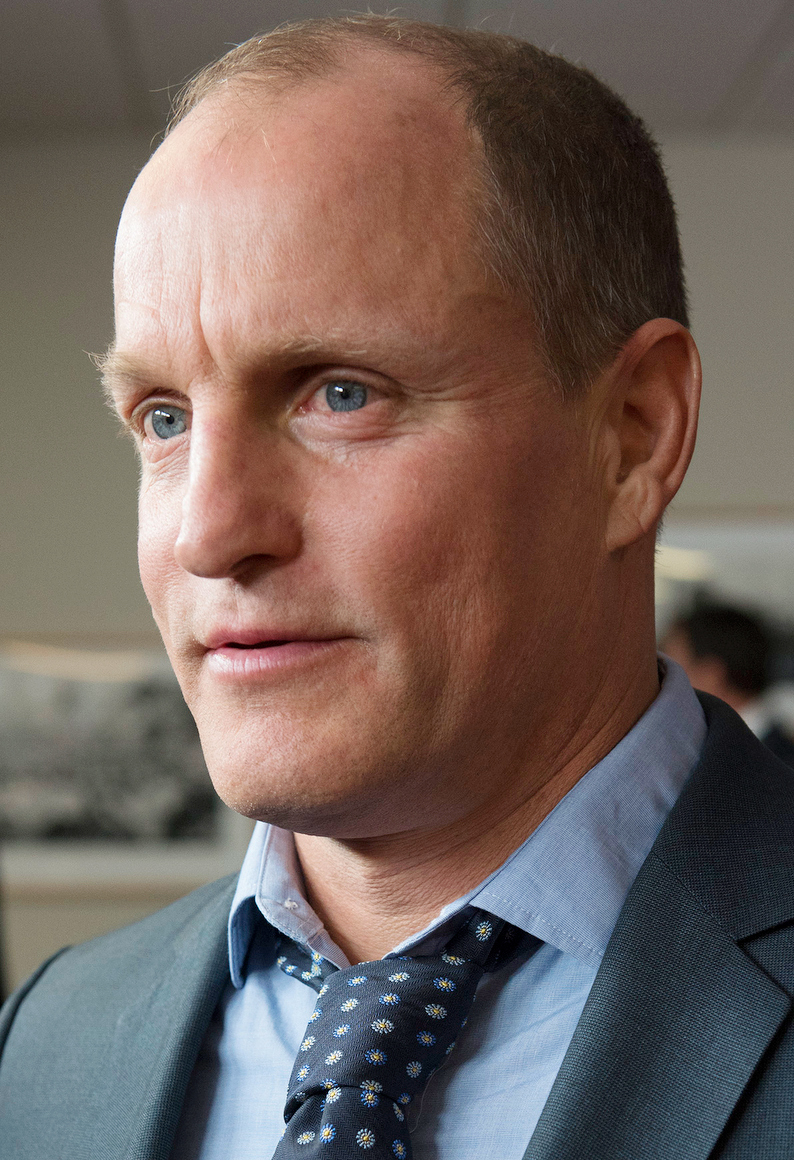
Woody Harrelson l'any 2016.
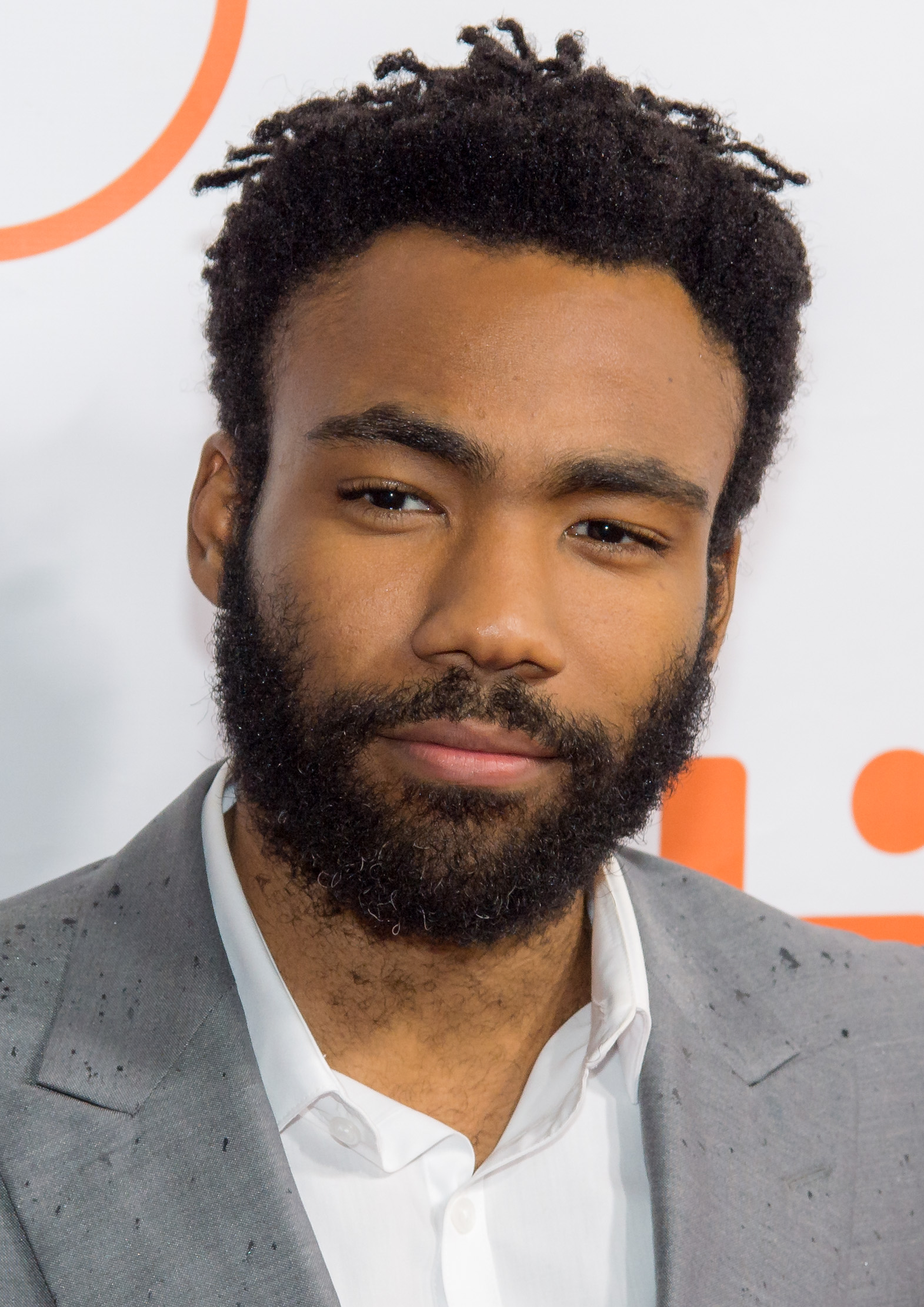
Donald Glover l'any 2015.
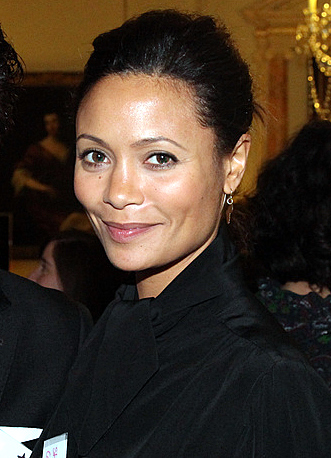
Thandie Newton l'any 2010.
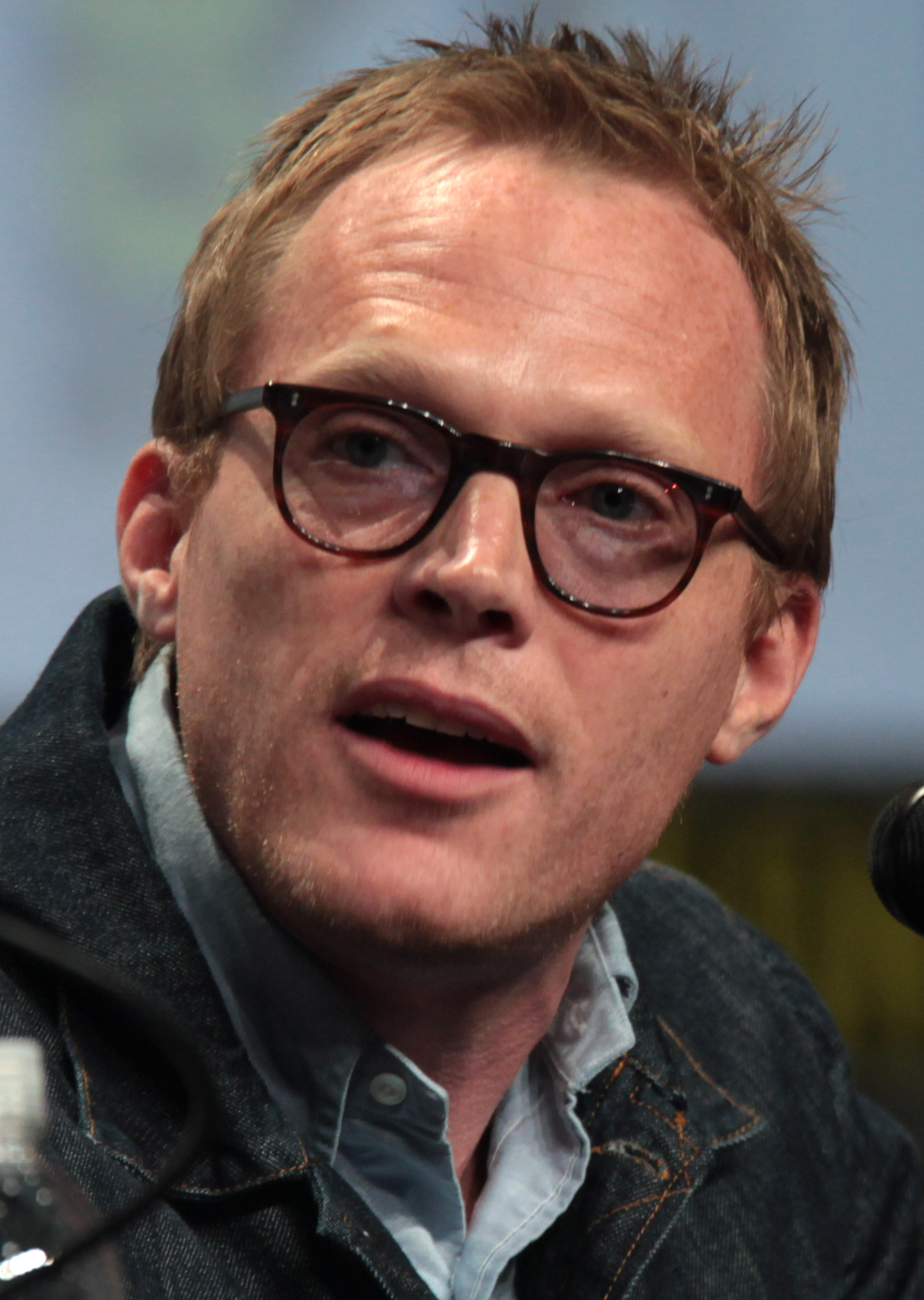
Paul Bettany l'any 2014.
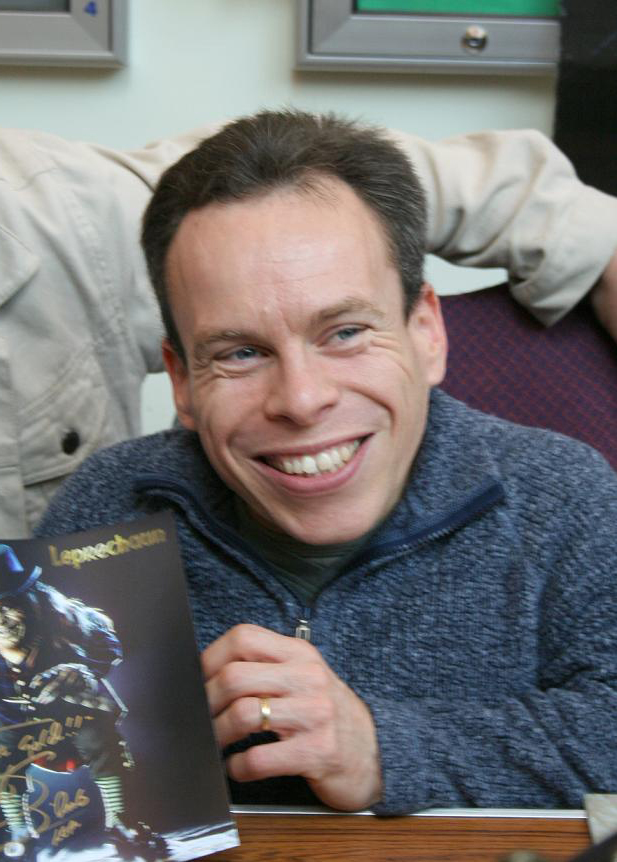
Warwick Davis l'any 2006.

## Producció

### Desenvolupament
George Lucas havia començat a desenvolupar un film sobre Han Solo amb Lawrence Kasdan abans de deixar la direcció de la seva empresa a Kathleen Kennedy. L'octubre de 2012, la societat The Walt Disney Company preveu en efecte tornar a comprar l'empresa Lucasfilm i anuncia el desenvolupament d'un setè film de la franquícia per a 2015 i declara que 
| « | d'altres films haurien de continuar la saga i fer crèixer la franquícia cara al futur. | » |

 ». Un film dedicat al personatge de Han Solo és anunciat per Lucasfilm el 7 de juliol de 2015 al mateix temps que ho són diversos membres de l'equip del film com els directors Phil Lord i Chris Miller i els dos guionistes Lawrence i Jon Kasdan. L'agost de 2015, el P.D.G de Walt Disney Studios Entertainment, Alan F. Horn, projecta el programa de Lucasfilm per als anys a venir i es planifica per a l'any 2018, un film titulat A Star Wars Story. Es tracta del segon film derivat de la franquícia després de Rogue One: A Star Wars Story, estrenada l'any 2016.
Segons la productora del film Kathleen Kennedy, el film és més a prop del gènere d'atracaments o d'un western i hauria d'agafar com a inspiració el to dels colors dels quadres del pintor Frederic Remington, com va servir d'inspiració al director John Ford per al seu western La legió invencible l'any 1949. El context del film serà semblant a l'ambient d'un western i el comportament del personatge Han Solo seria més conforme al vist a Star Wars episodi IV: Una nova esperança, que el vist en les seves continuacions.
El 20 de juny de 2017, després de més de quatre mesos de rodatge, Lord i Miller són apartats del projecte per Kathleen Kennedy a causa de diferències artístiques. Declara que « Phil Lord i Christopher Miller són cineastes de talent que han ensamblat actors i un equip increïbles, però resulta evident que teniem una visió creativa diferent sobre aquest film, i hem decidit de separar-nos. Segons The Hollywood Reporter, les diferències anirien per un desacord del punt de vista entre els directors i el guionista, Lawrence Kasdan, en relació amb la personalitat del personatge de Han Solo. Dos dies més tard, Lucasfilm anuncia que Ron Howard reprèn la realització del film. Al mateix temps, el muntador Chris Dickens és reemplaçat per Pietro Scalia. El març de 2018, Phil Lord i Chris Miller anuncien que seran finalment acreditats com a productors delegats.

### Guió

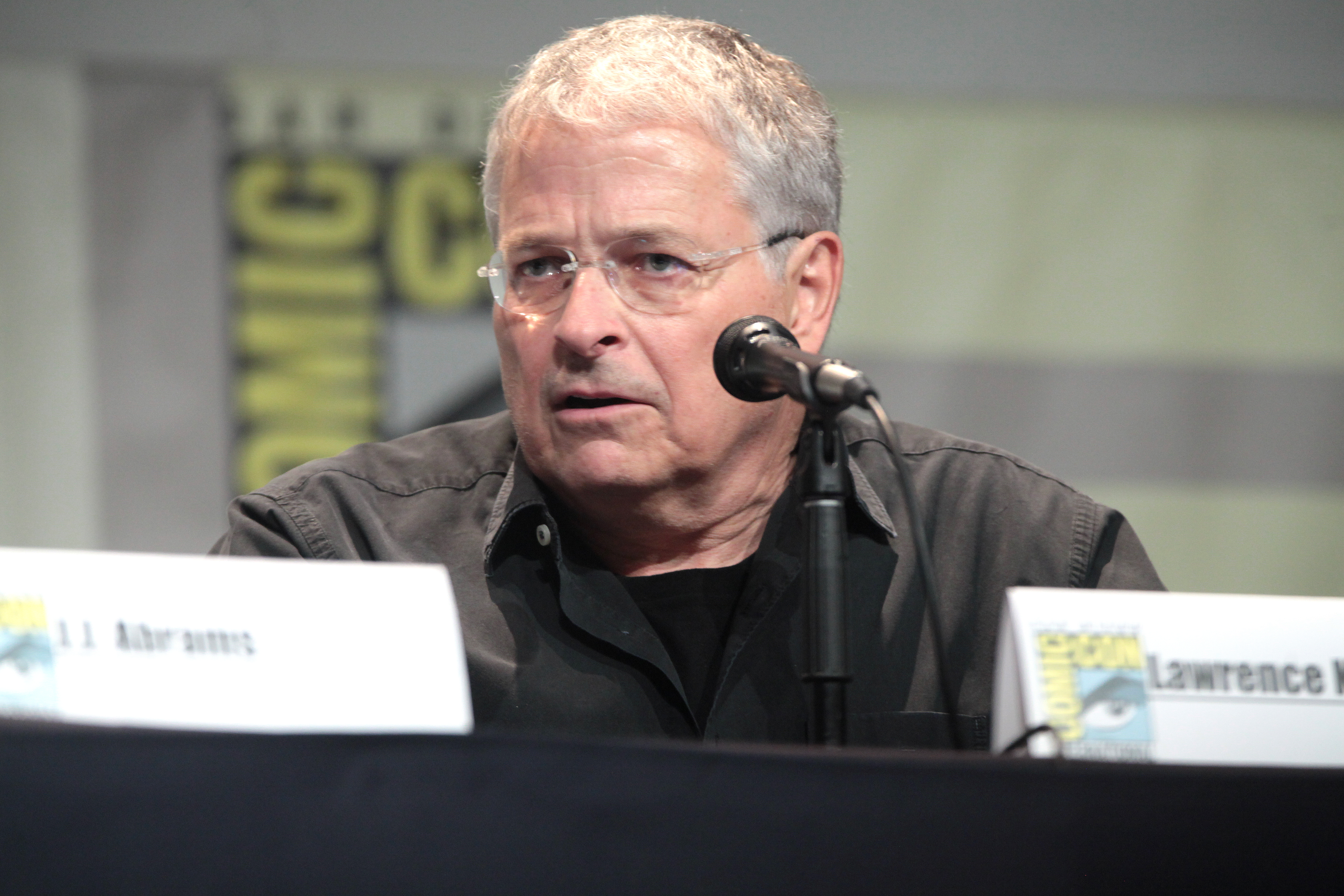
El guionista i productor delegat Lawrence Kasdan al Comic-Con a San Diego l'any 2015.

L'escriptura del guió és confiat a Lawrence Kasdan, conegut per haver escrit diversos films de la franquícia, a saber, Star Wars episodi V: L'Imperi contraataca, El Retorn del Jedi i Star Wars episodi VII: El despertar de la força. Ell mateix havia escollit treballar sobre aquest film des de 2012 a més de fer el guió de El despertar de la Força. Per ajudar-lo, el seu fill Jon participa també en l'escriptura del guió, que comença després de la del Despertar de la Força. La història té lloc entre Star Wars episodi III: La venjança dels Sith i Rogue One: A Star Wars Story, precisament entre 10 i 13 anys abans d'Una nova esperança (Chewbacca té 190 anys al film i 200 anys a Una nova esperança)
 i es focalitza en els esdeveniments que formaran la imatge coneguda dels herois com Han Solo i Lando Calrissian abans la seva aparició als films de la trilogia original.
El guió s'inspira en diverses obres. Per a la trama general del film, Lawrence i Jonathan Kasdan s'han inspirat en el llibre L'illa del tresor escrit per Robert Louis Stevenson i publicat l'any 1882. En efecte, han decidit de contar les aventures d'un jove que marxa a la trobada d'individus responsables del seu pas a l'edat adulta. Fan així un paral·lel entre els personatges de Tobias Beckett (un contrabandista que protegeix Han Solo per realitzar un robatori) i de Long John Silver (un amotinat acompanyat pel grum Jim Hawkins en la seva caça al tresor). El film s'inspira igualment del film policíac Heat dirigit per Michael Mann i estrenat l'any 1995, sobretot de la relació entre els personatges de Neil McCauley (interpretat per Robert De Niro) i de Chris Shiherlis (interpretat per Val Kilmer), tots dos còmplices d'un atracament, amb la imatge de Han i Tobias. El western Sense perdó dirigit per Clint Eastwood i estrenat l'any 1992 permet igualment il·lustrar el tipus de relació entre els personatges que desitjaven escriure. A més, la comèdia El gran Lebowski dirigida per Joel Coen i Ethan Coen i estrenada l'any 1992 mostra la relació entra Jeff Lebowski (encarnat per Jeff Bridges) i Walter Sobchak (encarnat per John Goodman) que els guionistes comparen a la de Han i Chewbacca en el sentit que els dos personatges entren en un món criminal després d'haver conegut cadascun una història tràgica. El drama Gangster No. 1 dirigida per Paul McGuigan i estrenada l'any 2000, sobretot el personatge del pistoler interpretat per Paul Bettany que ha inspirat el de Dryden Vos (interpretat pel mateix actor), un personatge violent i carismàtic, és una font d'inspiració per als guionistes.

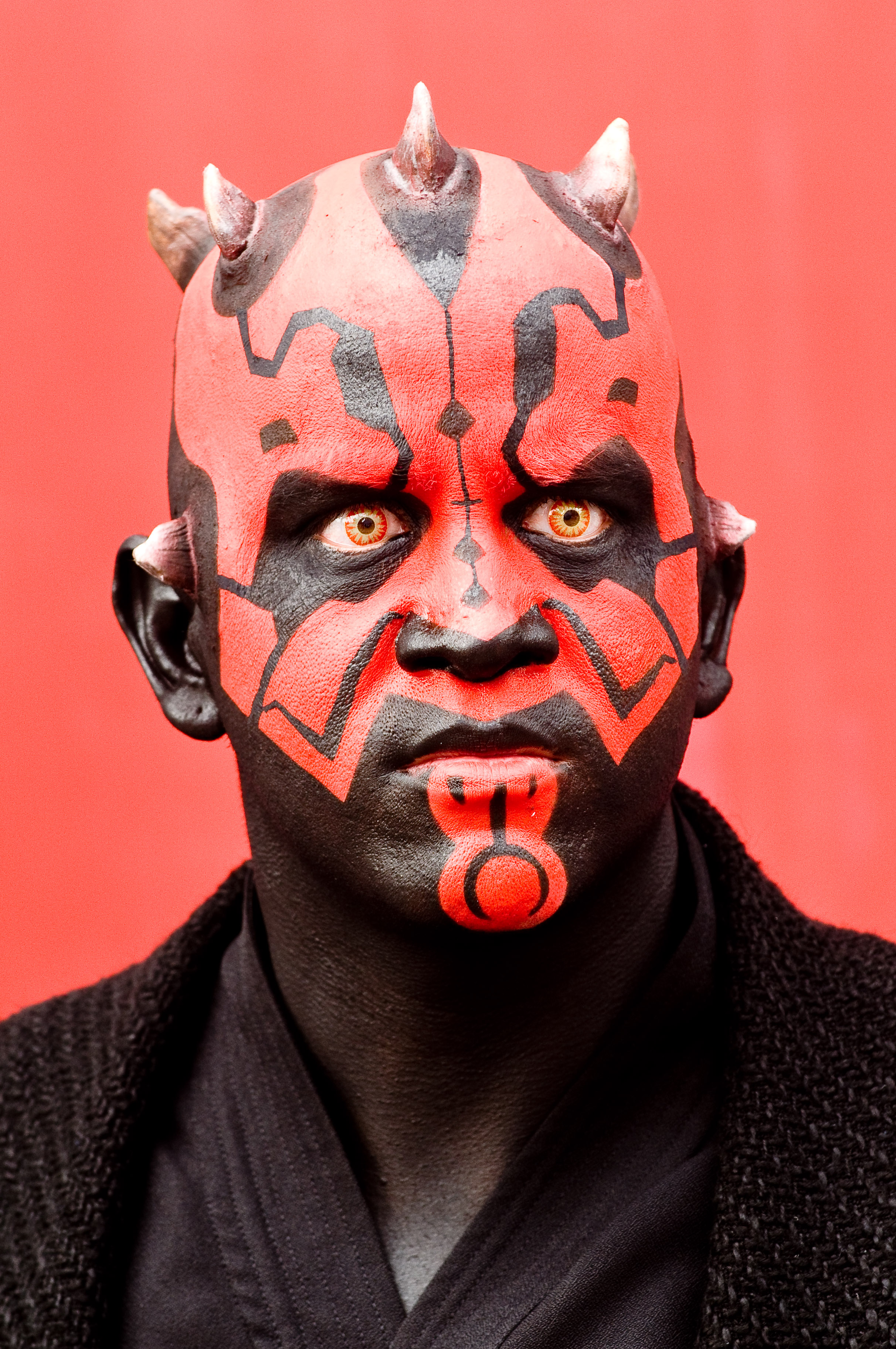
Disfressa de Darth Maul.

Després de l'acomiadament dels directors Phil Lord i Chris Miller, el guionista Jonathan Kasdan ha estimat que el resultat era atroç i dolorós per tots els que estaven implicats en aquest film i que esperaven que les coses tornarien a un ordre. L'arribada de Ron Howard ha suposat tornar a escriure una part del guió. Aquest últim igualment ha deixat els actors improvisar alguns diàlegs. El film permet respondre a qüestions en relació amb l'origen del nom de Han Solo (una frase de Robert Iger el març de 2017 ja planejava el dubte: « Descobrireu igualment com ha obtingut el seu nom »), la trobada entre aquest últim i el seu amic Chewbacca, l'adquisició del Falcó Mil·lenari i el seu compromís per a la causa de l'Aliança rebel.
El « raid de Kessel en 12 parsecs » dirigit pel Falcó Mil·lenari i evocat en dos films de la saga (a l'episodi IV on Solo mou la seva nau a prop d'Obi-Wan Kenobi i de Luke Skywalker parlant-los d'aquesta gesta i a l'episodi VII on Rey, descobrint que ella és en aquesta nau i que s'enfronta a Han Solo, exclama « és la nau que ha fet la carrera de Kessel en 14 parsecs ! », al què Solo respon « en 12 parsecs ! »), és un element del guió d'aquest spin-off. A més, Jonathan Kasdan va decidir integrar el personatge de Darth Maul al guió. No havia aparegut en un llargmetratge des de 1999 a l'Amenaça fantasma.

### Repartiment dels papers
Mentre que els actors Miles Teller, Logan Lerman, Dave Franco, Ansel Elgort, Scott Eastwood, Jack Reynor, Emory Cohen, Blake Jenner i Alden Ehrenreich competien pel paper de Han Solo, el 17 de juliol de 2016, en el moment de la Star Wars Celebration de 2016 que va tenir lloc a Europa, és anunciat el paper principal del film centrat en Han Solo. Alden Ehrenreich es converteix així en el primer a succeir a Harrison Ford en el paper del personatge de Han Solo, figura popular de l'univers Star Wars i del cinema en general. En el cas de l'obtenció d'aquest paper, l'actor declara: 
| « | Recordo, quan era nen, m'imaginava dintre de la pell dels personatges de la saga. […] El noi que era va viure una cosa boja. He passat una audició que ha durat molt de temps, després he passat molt de temps amb els directors. Ser al seu costat, viatjar una mica pel món per aquest film ha estat una santa experiència. He passat una de les meves primeres audicions a bord del Falcó Mil·lenari, va ser magnífic. | » |

El 21 d'octubre de 2016, l'actor Donald Glover veu la seva presència confirmada com a intèrpret de Lando Calrissian, paper que tenia els anys 1980 i 1983 Billy Dee Williams; en aquest film presentarà el personatge en els seus anys de trinxeraire abans que no esdevingui l'administrador de la Ciutat dels núvols percebuda a Star Wars episodi V: L'Imperi contraataca. Després, el 18 de novembre de 2016, l'actriu britànica Emilia Clarke ha anunciat que s'unia al repartiment del film sense que li sigui assignat cap paper després d'haver aconseguit entrevistar-se amb els directors. També hi competien diverses actrius com Tessa Thompson, Naomi Scott, Zoë Kravitz, Kiersey Clemons, Jessica Henwick i Adria Arjona. Després de Daisy Ridley i Felicity Jones, era una nova dona britànica reclutada per Lucasfilm per a un film de Star Wars. Aquesta acció s'inscriu en la continuïtat d'aquella empresa per The Walt Disney Company que pretén suprimir les discriminacions lligades a les dones en l'univers de la franquícia i amb l'objectiu d'igualment atreure un públic femení. L'anunci de la seva participació és el moment per confirmar la incorporació de Chewbacca als personatges del film, com l'actor Alden Ehrenreich ja ho havia afirmat dient « que hi hi haurà Chewbacca al film, i que això no és un spoiler>>.
Woody Harrelson queda oficialitzat en el paper del mentor de Han Solo el gener 2017. Un mes més tard, el 21 de febrer, una fotografia del repartiment del film és difós per Lucasfilm, revelant que les actrius Thandie Newton, Phoebe Waller-Bridge i Joonas Suotamo s'hi uneixen, aquest últim encarnant Chewbacca, reemplaçant Peter Mayhew que ha ja interpretat el paper del personatge sis vegades entre 1977 i 2017. Phoebe Waller-Bridge encarna un personatge extra-terrestre o robòtic. El juliol de 2017, Ron Howard confirma la participació de Warwick Davis, que ja havia dirigit a Willow, estrenada 30 anys abans. Warwick Davis signa aquí la seva vuitena participació en l'univers Star Wars, després haver tingut diversos papers a cinc llargmetratges (L'Amenaça fantasma, Rogue One: A Star Wars Story, El Retorn del Jedi,  El despertar de la força, Els Últims Jedi) i dos telefilms (Una aventura dels Ewoks i La Batalla d'Endor). El setembre, s'anuncia que Paul Bettany torna amb el personatge que inicialment havia tingut Michael K. Williams guardant el mateix nom i les mateixes motivacions, però tret que es tracta des d'aleshores d'un personatge humà i no un extra-terrestre creat en imatges de síntesi.

### Rodatge
El rodatge del film comença el 30 de gener de 2017 als studios Pinewood a Anglaterra sota el títol de treball Star Wars: Red Cup. Entre els llocs de rodatge figuren el Parc natural de Jandía a l'illa montanyosa de Fuerteventura a Espanya on l'equip del film ha rodat el març de 2017, a les illes Canàries però igualment Itàlia i particularment les muntanyes de les Tres Cims de Lavaredo, al voltant del llac de Misurina i les trinxeres de la Primera Guerra Mundial del municipi de Cortina d'Ampezzo que han servit de lloc de rodatge des de maig 2017. El rodatge del film s'acaba el 17 d'octubre de 2017 i en aquesta ocasió, Ron Howard revela el títol de Solo: A Star Wars Story.

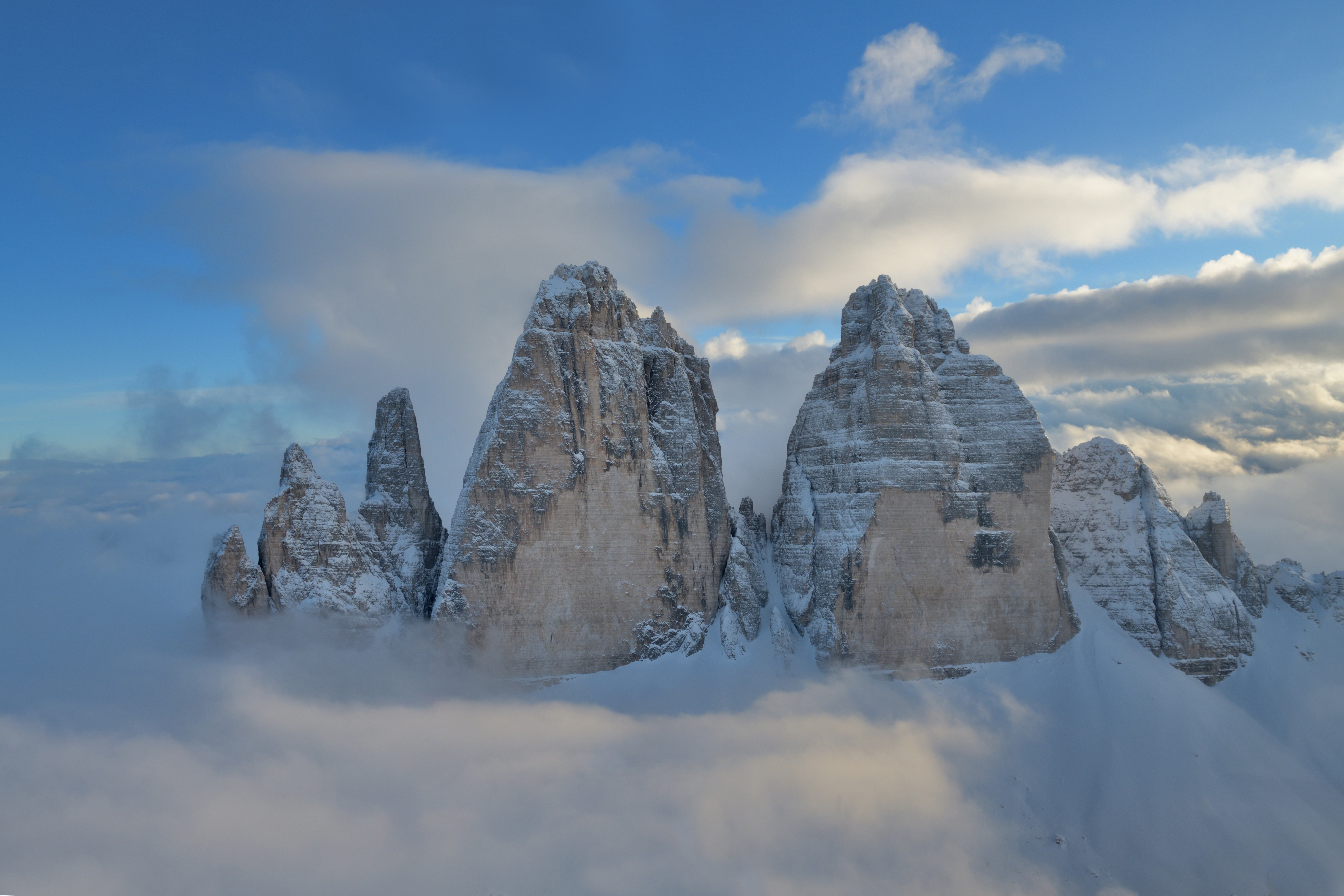
Els Tres Cims de Lavaredo.

Harrison Ford, l'actor que interpreta Han Solo en tots els films precedents de la franquícia va troba-se amb Alden Ehrenreich en el transcurs d'un dinar amb la finalitat de conversar amb ell del paper del personatge i per donar-li consells. Harrison Ford, que no desitjava d'aleshores endavant implicar-se més en un film de la saga Star Wars, declara en el cas de la tria del nou actor:
| « | Estic content que hi hagi algú altre per suportar la plaga de ser jove. Està més enllà de la meva comprensió o del meu poder i no vull tenir-hi res a veure. […] Sé que estarà be | » |

 També, en el transcurs d'una visita sobre el rodatge del film, George Lucas, creador de la saga i director de quatre episodis ha participat en l'aposta en escena aconsellant a Ron Howard de modificar el guió per fer-lo més conforme al caràcter de Han Solo en una seqüència a bord del Falcó Mil·lenari.
El rodatge del film ha va estar marcat per diversos problemes. En principi, la data de fi de rodatge ha va estar traslladada al mes de setembre al lloc del mes de juliol després de l'acomiadament dels directors d'origen per un retard acumulat per aquests últims, ja que a data del 20 de juny de 2017, mentre que la productora Kathleen Kennedy considerava la utilització d'una dotzena de decorats per al film, els directors només n'havien utilitzat tres. L'arribada de Ron Howard a la direcció del film necessita doncs el rodatge de noves seqüències, raó per a la qual el nou director ha sol·licitat l'ajuda dels dos antics amb la finalitat de minimitzar el retard reutilitzant les escenes ja rodades. Així, en la gran majoria de les seqüències només es van haver de rodar algunes escenes suplementàries per tancar el film. A més, l'actuació d'Alden Ehrenreich no satisfa la producció del film que va decidir fer servir un coach artístic amb la finalitat de millorar-la. També, a causa de la indisponibilitat de l'actor Michael K. Williams, que es trobava a Àfrica mentre el rodatge es desenvolupa a Londres, per les escenes addicionals on el seu personatge apareix, el paper del qual romania d'altra banda desconegut, es van suprimit en el muntatge. Per conseqüent, el pressupost concedit al film es va haver de duplicat per arribar a més de 200 milions de dòlars.

### Música
La banda original del film va ser composta per John Powell, quart compositor d'un film Star Wars després de John Williams (compositor dels episodis digitalitzats), Kevin Kiner (compositor de Star Wars: The Clone Wars), i Michael Giacchino (compositor de Rogue One: A Star Wars Story). Anunciat el 26 de juliol de 2017, comença la composició al final del mateix any. El mes de desembre de 2017, John Williams compon també dues músiques que associa per crear el tema de Han Solo, titulat The Adventures of Han. Es grava el gener de 2018 a Los Angeles en un estudi de la 20th Century Fox. John Powell integra el tros a la banda original i incorpora igualment músiques sortides de l'Amenaça fantasma, Una nova esperança i L'Imperi contra-ataca.

### Estrena
El primer tràiler del film és difós a l'emissió televisiva estatunidenca Good Morning America. Va estar precedida d'un curt teaser difos la vígilia, durant la Super Bowl. Difonent el tràiler de Solo: A Star Wars Story només cinc mesos abans de la seva estrena, la distribuïdora canvia d'enfocament, el temps dedicat a la promoció clarament es redueix respecte a altres films. Publica el mateix mes cartells promocionals per al film posant en escena els personatges principals. El grafista d'una agència de comunicació francesa denuncia llavors la semblança entre aquests nous cartells i les caixes d'àlbums que havia concebut per a Sony Música France l'any 2015, acusant The Walt Disney Company de no haver-lo remunerat ni cridat per reprendre els seus treballs.
Amb ocasió de la sortida del film, diverses firmes estableixen acords de cobranding amb The Walt Disney Company per a usar els personatges i els noms de La guerra de les galàxies. Diverses empreses de sectors com l'automoció, la gastronomia i l'agroalimentària, el mobiliari o els serveis informàtics integren així l'univers de Star Wars a la seva publicitat. Per exemple, el grup d'automoció Renault-Nissan-Mitsubishi ha posat personatges de Star Wars en escena en publicitat per a vehicles Renault i Nissan. Pel que fa a la cadena de restaurants americana Denny's promou la seva oferta gastronòmica utilitzant els noms lligats a Star Wars per nomenar els seus plans mentre que Norton Antivirus es posa directament a l'univers de la saga per fer la promoció dels seus programaris antivirus. D'altres societats com Ikea o General Mills utilitzen simplement referències a personatges o al mateix film. També, l'editor de vídeojocs Electronic Arts desitja integrar contingut amb enllaç amb el film al seu joc Star Wars Battlefront II, sobretot un mapa de joc sobre el planeta Kessel, de nous modes de joc i uniformes per als personatges de Han Solo i de Lando Calrissian La primera presentació mundial de Solo: A Star Wars Story té lloc el 10 de maig de 2018 a Los Angeles mentre que l'estrena europea té lloc en la 71e edició del Festival de Canes on és presentat a la categoria « Fora de competició ». Una posada en escena de Stormtroopers així com un llançament de focs artificials acompanyats de música de John Williams han tingut lloc quan el repartiment principal del film i el seu director hi arribaven.

### Rebuda crítica

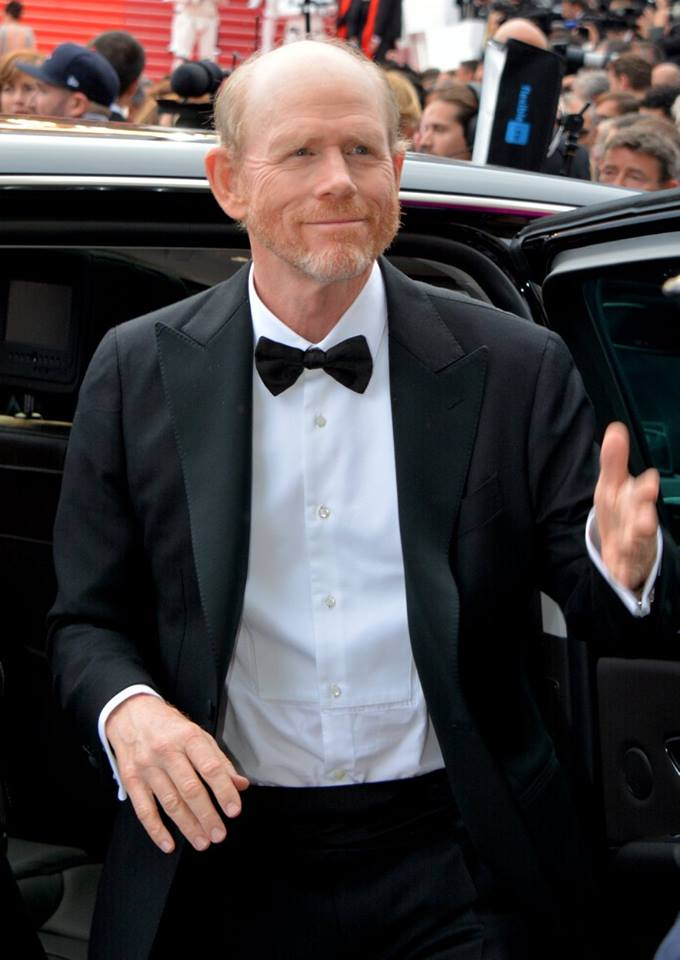
El director Ron Howard al Festival de Canes l'any 2018.

A França, el film rep un gran nombre de crítiques contradictòries, fins al punt que la seva nota mitjana al lloc AlloCiné, per agregació de diverses notes atribuïdes per 27 mitjans de comunicació francesos, suma 2,6 sobre 5. Els aspectes negatius es refereixen a la interpretació dels actors considerada poc convincent, el guió criticat per la seva falta d'originalitat i la pobresa visual dels decorats. Així, Jacques Mandelbaum de Le Monde estima que « tothom sembla en un altre lloc, començant per l'afable Alden Ehrenreich que fa un Solo desesperadament insípid » mentre que Sophie Avon, de la ràdio France Inter, declara que no hi ha imaginació en el guió mentre que el film no surt mai d'una invariable tonalitat grisosa bromosa ràpidament monòtona segons Le Point. La revista especialitzada Ciné Saga va concloure que « el film no aporta res a la franquícia amb un guió simplista i previsible, un càsting majoritàriament insípid, una fotografia horrible amb el seu to lúgubre i monòton, cap moment èpic, una música gaire enganxadora i memorable, i maldestres connexions a l'univers estès ».

Al contrari, les critiques positives sobre aquest film saluden el seu aspecte visual, així la revista especialitzada CinemaTeaser afirma que el film disposa d'un « treball de llum […] reflexionat, conceptual, purament narratiu i afirmat ». Télérama anava més enllà declarant que el film és « dopat per tota la potència i el fast dels efectes especials últim crit, amb paisatges esglaiants […] i escenes d'acció explosives ». Un altre element positiu és l'ideal de justícia social volgut pel personatge de L3-37 (Phoebe Waller-Bridge), descrita per Télérama com 
| « | una militant ferotge dels drets dels androides i de la liberació de la ferralla | » |

 el combat de la qual sona com un estrany eco amb el moviment MeToo», destaca Le Figaro que destaca també el talent de director de Ron Howard l'experiència del qual […] permet retrobar l'eficàcia de Georges Lucas, el que observa igualment Paris Match en concloent que Ron Howard « assegura el plà de l'aposta en escena.
Als Estats Units, Solo: A Star Wars Story genera una majoria de crítiques més aviat positives. Els resultats acumulats dels crítics anglòfons li permeten arribar a un resultat agregat de 62 sobre 100 en el lloc Metacritic i del 71% al lloc Rotten Tomatoes. La seva estètica visual figura entre els punts positius del film, el critica estatunidenc Richard Brody per a The New Yorker subratlla la qualitat del treball del cap de decorats Neil Lamont que s'inspira d'elements propis del gènere del cinema històric i d'altres que recorden els combats a les trinxeres de la Primera Guerra Mundial mentre que per a la revista Variety, el director de la fotografia Bradford Young proporciona un treball realista per a les escenes a l'espai. També, l'actuació dels actors és apreciat pels crítics, sobretot la d'Alden Ehrenreich i la de Donald Glover, el primer arriba a recuperar trets del personatge de Harrison Ford sense imitar-lo totalment, segons Chicago Sun-Times i el segon encarnant un personatge divertit, segons Peter Bradshaw per a The Guardian.

## Nominacions i seleccions
- Festival de Cannes 2018: selecció « Fora competició »
- 20a cerimònia dels premis Teen Choice 2018:[80]
  - Millor film de l'estiu
  - Millor actor de cinema de l'estiu per Donald Glover i Alden Ehrenreich
  - Millor actriu de cinema de l'estiu per Emilia Clarke